# Ayensua uaipanensis
Ayensua uaipanensis (Maguire) L.B.Sm., 1969 è una pianta appartenente alla famiglia delle Bromeliacee,  endemica del Venezuela. È l'unica specie del genere Ayensua.
Il nome del genere è un omaggio a Edward Solomon Ayensu, biologo del Ghana.